# 上田丸子電鉄サハ60形電車
上田丸子電鉄サハ60形電車（うえだまるこでんてつサハ60がたでんしゃ）は、上田丸子電鉄（後の上田交通）に在籍した電車（付随車）である。
編成中間に組み込まれる通常の付随車ではなく、電動車に牽引される後付付随車であった。

## 沿革
1965年に東京急行電鉄より同社サハ3350形4両全車を譲り受けた内の２両で、前後妻面への後部標識灯取り付けなど改造を実施し、1967年までにサハ3351→サハ61、サハ3353→サハ62として竣工した。
残り2両(3352、3354）は丸子線の木造車モハ3350形の鋼体化改造への使用を予定されていたが、丸子線廃止で不要となり、長らく上田原車庫内に東急色のまま放置されていた。その後、この2両は昭和45年西武建設に車体のみ売却され、西武所沢車両工場において外板張替え、室内整備、金属サッシ窓化、MG取り付けの改造を受け、伊予鉄道へ新製扱いで転売されサハ500形となった。新製扱いのため、この2両の新旧番号対象は不明である。
当初はサハ61が別所線に仮配置されていたが、その後2両共に真田傍陽線に配置となった。1972年2月の同線廃線により別所線に転属したが、61は使用されないまま1980年2月に廃車され、62は屋根回りを補修の上で1986年10月の架線電圧1,500V昇圧まで在籍した。ただし、終端駅での入換作業が必要なため、クハ290登場以後は休車となっていた。
後に別所線にやってきた同じ出自のデハ3300形と編成を組むことは、東急・上田時代を通じてなかった。